# Locomotiva Siemens ES 64 F4
La Siemens ES 64 F4 è una locomotiva a trazione elettrica quadricorrente prodotta dalla divisione ferroviaria dell'azienda tedesca Siemens AG.

## Storia
Le locomotive ES 64 F4 "EuroSprinter" sono state progettate e costruite da Siemens alla fine degli anni novanta con l'obiettivo di realizzare un rotabile di trazione atto all'uso su reti differenti.
Esemplari di tale gruppo sono stati forniti in numero di 100 unità alle ferrovie tedesche (DB), da cui proviene la classificazione come gruppo 189, poi adottata in tutta Europa, alle ferrovie austriache (OBB) e alle Ferrovie Federali Svizzere (SBB), e ulteriori 45 unità alla società Dispolok, poi MRCE, per il leasing verso altre imprese ferroviarie fra cui alcune società italiane.
Verso la fine del 2006 26 locomotive del gruppo Baureihe 189 delle ferrovie tedesche sono state attrezzate per l'interoperabilità piena mediante l'installazione del sistema europeo ERTMS; la trasformazione è avvenuta a cura di un consorzio Siemens-Alstom.

## Caratteristiche

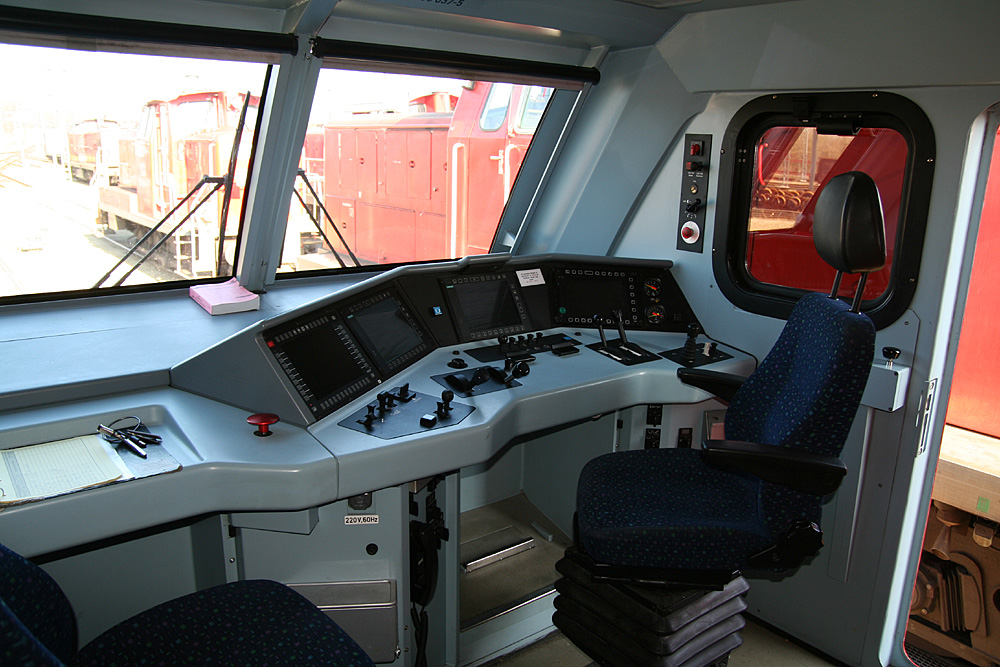
Il banco di guida di una 189 delle DB

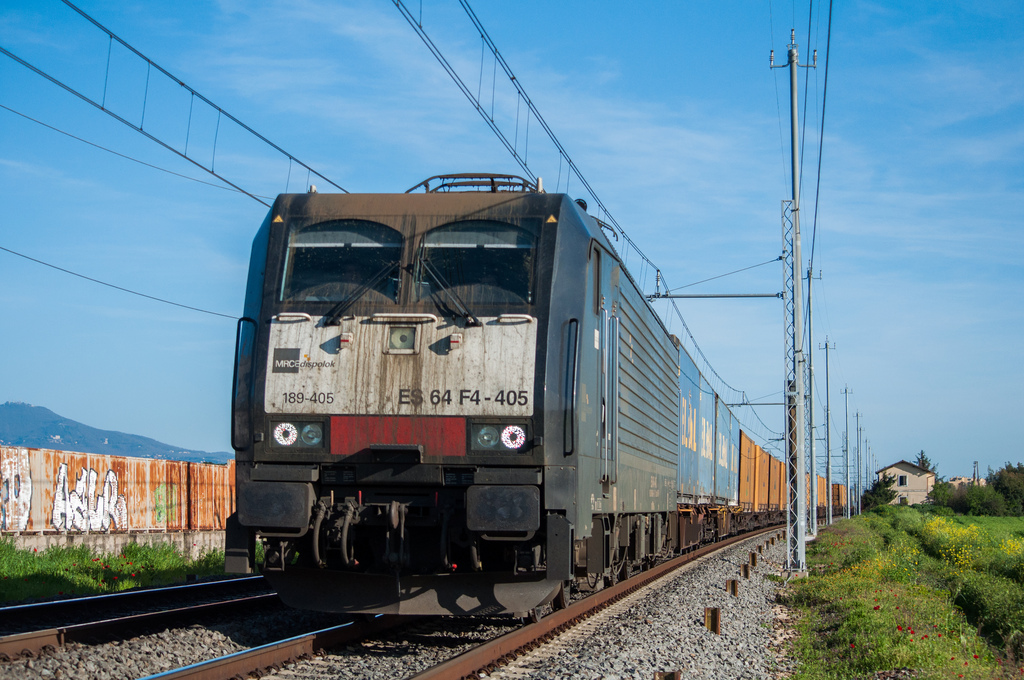
La E189 405 noleggiata a Oceanogate da MRCE transita nei pressi di Capannelle con un treno merci; le unità delle serie 400-409 hanno solo 2 pantografi da 3 kV

La ES 64 F4 è una locomotiva elettrica progettata espressamente per il traino di treni merci a composizione pesante con la caratteristica specifica dell'interoperabilità funzionale su linee e reti a tensione e corrente differenti. È infatti dotata di motori trifase asincroni azionati da un convertitore a IGBT che le permette di essere alimentata da linea elettrica a corrente continua a 1,5 kV e a 3 kV e a corrente alternata monofase sia a 15 kV a 16⅔ Hz che 25 kV a 50 Hz. È inoltre dotata di 4 pantografi differenti per adattarsi alla geometria della catenaria delle varie reti ferroviarie europee. La sua potenza di 6 400 kW esprimibile con l'alimentazione a corrente alternata, (6000 kW con alimentazione a 3 kV in corrente continua RFI), con uno sforzo di trazione di ben 300 kN, le permette ottime prestazioni sulle linee di valico alpine sulle quali è spesso utilizzata. Il suo rodiggio Bo'Bo' le conferisce una bassa aggressività nei confronti del binario e una buona stabilità di marcia. La sua velocità massima è di 140 km/h in linea con le prestazioni richieste per i treni merci di categoria.
Le locomotive DB sono immatricolate come Br.189.001–100, quelle SBB come Re 474 001 – 018.

## FFS Re 474

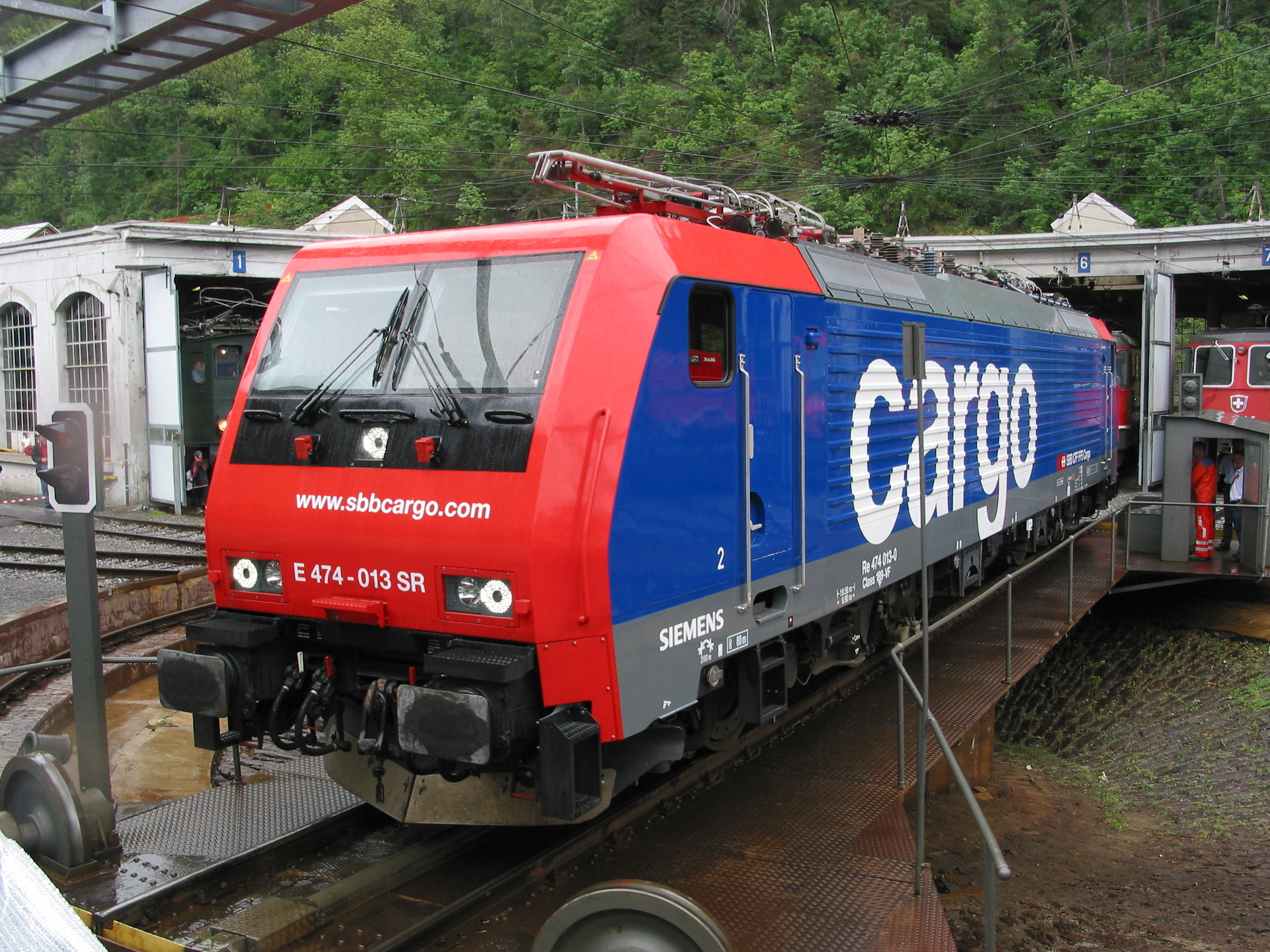
FFS Re 474 013 (Brig)

Le Re 474 sono una variante delle ES 64 F4, classificate come class 189-VF, ordinate dalle FFS in due serie di 12 e 6 macchine, ma a causa di ritardi nella consegna, le FFS ne hanno rifiutate alcune. Quelle esistenti in servizio presso le FFS circolano con i numeri originariamente previsti, ma con buchi mai riempiti nella numerazione. Inoltre le originali 007 e 008 sono state danneggiate in fabbrica e subito sostituite con altre due macchine con gli stessi numeri, anche loro mai consegnate alle FFS.
- 001 prevista per FFS, poi DFG 101, poi CFI
- 002 FFS
- 003 FFS
- 004 FFS
- 005 FFS
- 006 prevista per FFS, poi HectorRail (Svezia) 441.001
- 007 I prevista per FFS, poi Dispolok ES 64 F4-019
- 007 II prevista per FFS, poi DFG 103, poi CFI
- 008 I prevista per FFS, poi Dispolok ES 64 F4-020
- 008 II prevista per FFS, poi prevista DFG 104, poi NordCargo 201
- 009 FFS
- 010 prevista per FFS, poi DFG 102, poi CFI
- 011 prevista per FFS, poi HectorRail (Svezia) 441.002
- 012 FFS
- 013 FFS
- 014 FFS
- 015 FFS
- 016 FFS
- 017 FFS
- 018 FFS